# 에스토니아어

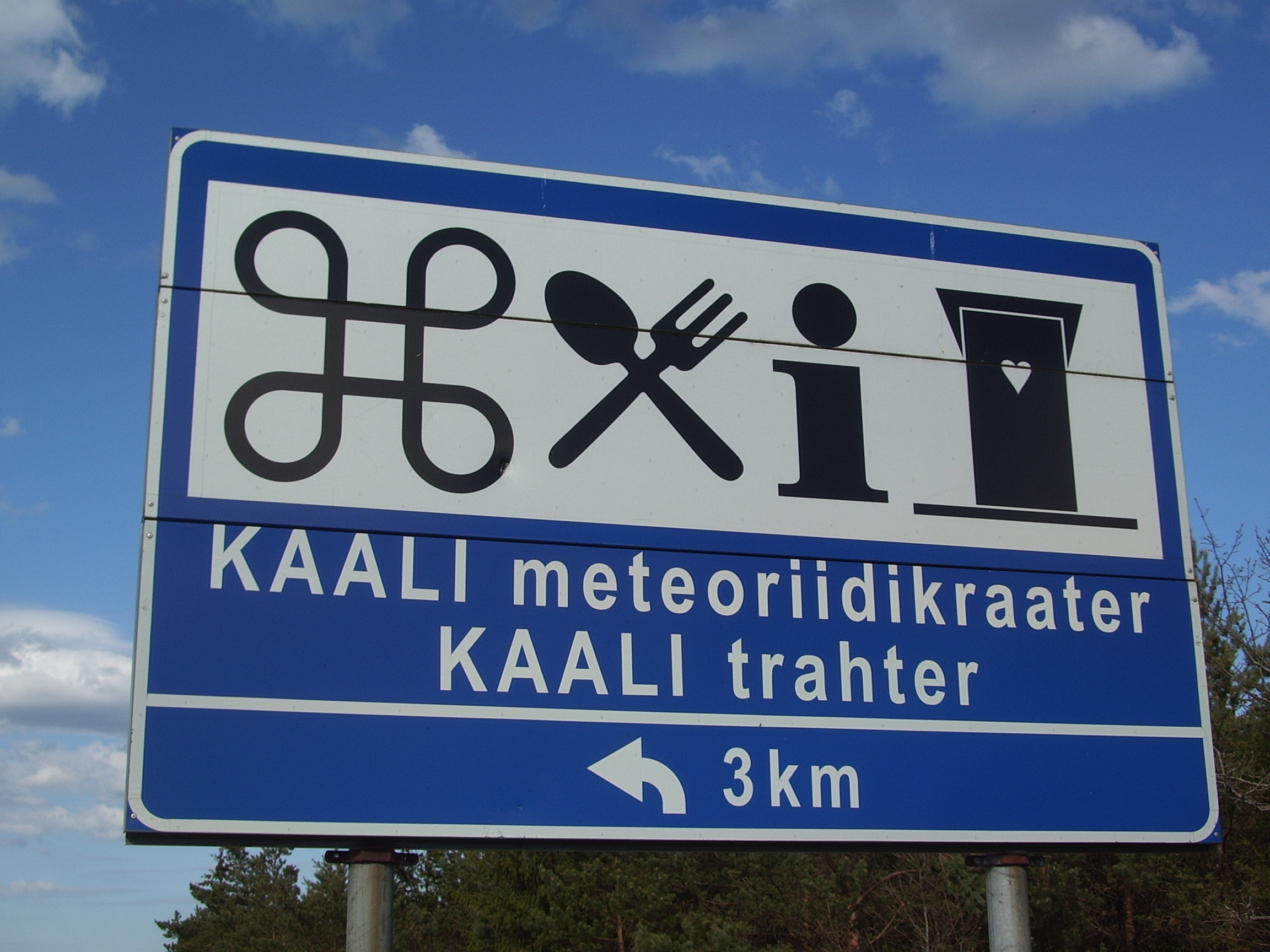

에스토니아어(에스토니아어: eesti keel)는 에스토니아의 공용어로, 화자수는 약 120만 명이다.
에스토니아는 우랄어족 핀우그리아어파 발트핀어군에 속하는 언어이다. 핀란드어와 유사하며 핀란드에서는 소수 언어로 간주되어 핀란드 내 에스토니아인 사이에서 쓰인다.

## 방언
에스토니아어는 크게 북부 방언과 남부 방언으로 나뉜다. 오늘날 에스토니아어의 표준어는 북부 방언을 기준으로 하며, 그 중에서도 특히 탈린을 중심으로 한 중부 방언에 기반하였다. 남에스토니아어로도 통칭되는 남부 방언군은 상세히 타르투 방언, 물기 방언, 버로 방언, 세토 방언으로 나뉘는데, 방언 차이가 비교적 커서 일부 학자들은 별개 언어로 구분한다.

## 음운

### 모음
9개의 모음(/ɑ æ e i o ø ɤ u y/)과 36개(고유 어휘에 나타나는 것은 28개)의 이중모음이 있다. 이중모음의 첫번째 요소로는 어떤 모음이든 올 수 있지만, 두번째 요소로는 /ɑ e i o u/만이 가능하다. 에스토니아어의 특징적인 모음으로 비원순 후설 모음 /ɤ/이 있다.
에스토니아어의 비주류 방언들에는 다소의 모음 조화가 남아있으나, 표준어가 기반한 중앙 방언에서는 그 특징이 거의 상실되었다.

### 자음
|        |           | 순음 | 치경음 | 치경음 | 후치경음 | 연구개음/ 경구개음 | 성문음 |
| 평음   | 구개음화  | 순음 |        |        | 후치경음 | 연구개음/ 경구개음 | 성문음 |
| ------ | --------- | ---- | ------ | ------ | -------- | ------------------ | ------ |
| 비음   | 비음      | m    | n      | nʲ     |          |                    |        |
| 파열음 | 단음      | p    | t      | tʲ     |          | k                  |        |
| 파열음 | 장음      | pː   | tː     | tʲː    |          | kː                 |        |
| 마찰음 | 유성음    | v    |        |        |          |                    |        |
| 마찰음 | 무성 단음 | f    | s      | sʲ     | ʃ        |                    | h      |
| 마찰음 | 장음      | fː   | sː     | sʲː    | ʃː       |                    | hː     |
| 접근음 | 접근음    |      | l      | lʲ     |          | j                  |        |
| 전동음 | 전동음    |      | r      |        |          |                    |        |

## 어휘

### 수사
0부터 10까지는 다음과 같다.
- 0: null
- 1: üks
- 2: kaks
- 3: kolm
- 4: neli
- 5: viis
- 6: kuus
- 7: seitse
- 8: kaheksa
- 9: üheksa
- 10: kümme

11부터 19까지는 1부터 9까지의 단어 뒤에 '-teist'를 추가하고 20, 30 등 십 단위의 숫자는 1부터 9까지의 단어 뒤에 '-kümmend'를 추가한다. 100은 sada, 1,000은 tuhat이라고 한다. 큰 숫자를 읽을 때는 단순히 숫자를 하나씩 읽어서 합치면 된다.

## 예문
Kõik inimesed sünnivad vabadena ja võrdsetena oma väärikuselt ja õigustelt. Neile on antud mõistus ja südametunnistus ja nende suhtumist üksteisesse peab kandma vendluse vaim. (세계 인권 선언 제1조)

### 내용주
1. ↑  Institute of the Estonian Language

## 참고 문헌
- Ross, Jaan; Lehiste, Ilse (2001), 《The temporal structure of Estonian runic songs》, The Hague: Walter de Gruyter, ISBN 9783110170320